# Brunello Rondi
Brunello Rondi (ur. 26 listopada 1924 w Tirano; zm. 7 listopada 1989 w Rzymie) – włoski reżyser i scenarzysta filmowy, najbardziej znany ze współpracy z reżyserem Federico Fellinim. Rondi współtworzył scenariusze do siedmiu jego filmów. Za Słodkie życie (1960) i Osiem i pół (1963) był nominowany do Oscara za najlepszy scenariusz oryginalny.
Jego brat Gian Luigi Rondi był znanym włoskim krytykiem filmowym.